# Didn't See Me Coming
| Críticas profissionais | Críticas profissionais |
| Avaliações da crítica  | Avaliações da crítica  |
| Fonte                  | Avaliação              |
| ---------------------- | ---------------------- |
| Allmusic               | link                   |

Didn't See Me Coming é o sétimo álbum de estúdio do cantor de R&B Keith Sweat, lançado pela Elektra Records em 14 de Novembro de 2000.

## Lista de faixas
| #  | Título                                                                     | Compositor(es)                                              | Duração |
| -- | -------------------------------------------------------------------------- | ----------------------------------------------------------- | ------- |
| 1  | Intro                                                                      | Keith Sweat/Steve Huff                                      | 1:05    |
| 2  | Things (featuring Busta Rhymes & Rah Digga)                                | Keith Sweat/Steve Huff                                      | 3:48    |
| 3  | Whatcha Like                                                               | B. Crawford/C. Jefferson/D. Jenkins/Keith Sweat/Stringz     | 4:04    |
| 4  | Satisfy You                                                                | Steve Huff                                                  | 2:53    |
| 5  | I Put U On                                                                 | Fred Jerkins III/Keith Sweat/LaShawn Daniels/Rodney Jerkins | 3:52    |
| 6  | He Say She Say (featuring T-Boz)                                           | A. Lane/D. Jenkins/Keith Sweat                              | 3:56    |
| 7  | Real Man                                                                   | A. Lane/Keith Sweat/S. Jenkins                              | 4:31    |
| 8  | Kiss You                                                                   | D. Jenkins/K. Johnson/Keith Sweat                           | 5:36    |
| 9  | I'll Trade (A Million Bucks) (Interlude) (featuring Lil' Mo)               | Cynthia "Lil' Mo" Loving                                    | 0:56    |
| 10 | Don't Have Me (featuring Dave Hollister)                                   | A. Lane/D. Jenkins/J. Watford/Keith Sweat/S. Trapp          | 4:05    |
| 11 | Tonite                                                                     | E. Scott/Keith Sweat                                        | 0:50    |
| 12 | Caught Up                                                                  | E. Peoples/Keith Sweat/P. Williams/G. Spencer III           | 5:18    |
| 13 | Games                                                                      | Steve Huff                                                  | 4:12    |
| 14 | I'll Trade (A Million Bucks) (featuring Lil' Mo)                           | Cynthia "Lil' Mo" Loving                                    | 4:06    |
| 15 | Only Wanna Please You                                                      | Derrick Culler/Keith Sweat/Palmer Williams/W. Grimsley      | 3:56    |
| 16 | Why U Treat Me So Cold (featuring Lil Wayne)                               | Keith Sweat/Steve Huff                                      | 3:53    |
| 17 | I'll Trade (A Million Bucks) [Remix] (featuring Lil' Mo and Rappin' 4-Tay) | Cynthia "Lil'Mo" Loving/W. Scott                            | 3:58    |

## Créditos
- Keith Sweat — Produtor, Produtor Executivo
- Busta Rhymes — Intérprete
- Lil' Mo — Arranjo, Arranjo Vocal
- Rah Digga — Intérprete
- Andrew Lane - Produtor, Compositor

## Paradas musicais
| Parada musical (2000)                   | Melhor posição |
| --------------------------------------- | -------------- |
| E.U.A. Billboard 200                    | 16             |
| E.U.A. Billboard Top R&B/Hip-Hop Albums | 5              |

### Singles
| Ano  | Single                         | Parada musical        | Posição |
| ---- | ------------------------------ | --------------------- | ------- |
| 2000 | "I'll Trade (A Million Bucks)" | Hot R&B/Hip-Hop Songs | 36      |
| 2001 | "Real Man"                     | Hot R&B/Hip-Hop Songs | 73      |